# Samad Khan Momtaz os-Saltaneh
Pour les articles homonymes, voir Momtaz.
Samad Khan Momtaz os-Saltaneh (en persan : عبدالصمد  خان ممتاز السلطنه), aussi nommé Momtaz ol Saltaneh (Tabriz, 1869 - Paris, 26 mars 1954) était un diplomate iranien de l'ère Qajar et Pahlavi.
Fils de Ali-Akbar Mokrem os-Saltaneh (aristocrate et diplomate) (en persian: میرزا علی اکبر مکرم‌ السلطنه), petit-fils de Samad Khan Sarraf (en persan : آقا صمد صراف تبریزی) et frère de ِEsmail Momtaz od-Dowleh, et de Momtaz Homayoun, Samad Khan Momtaz os-Saltaneh naît en 1869 à Tabriz (Iran), dans une famille azerbaïdjanaise. Il épouse en premières noces une Iranienne (Soltan Khanoum Savojbalaghchi) – l’un de ses fils (Abdollah Momtaz) sera diplomate en Iran -, puis en secondes noces, une Française dont il a deux filles ; l’une d’elles épouse un avocat, l’autre, un magistrat. Il meurt en 1954 à Paris et il est enterré au cimetière du Père-Lachaise.
Samad Khan fut élevé au rang de Prince par Ahmad Shah, avec le titre d’Altesse, en mars 1921. Il était Grand officier de la Légion d’honneur,.

## Carrière
Mirza Samad Khan Momtaz os-Saltaneh est secrétaire de légation à Paris en 1883. Il est conseiller d’ambassade à Saint-Pétersbourg. Il participe aux voyages de Nasser ed-Din Shah, puis de Mozaffar ed-Din Shah en Europe. Il est ministre de Perse en Belgique et en Hollande avant d’être nommé Ministre extraordinaire et plénipotentiaire à Paris en avril 1905. Il demeure à ce poste jusqu’en mars 1926. Il ne retourne pas en Iran et choisit de vivre à Paris. Il est reconnu par le gouvernement français en qualité de conseiller de l’ambassade d’Iran à Paris du 5 mars 1946 au 27 septembre 1951. Samad Khan Momtaz os-Saltaneh a été le deuxième iranien membre du CIO (Comité international olympique) où il a été nommé en novembre 1923. Il est resté à ce poste jusqu'au 22 avril 1927, après le couronnement de Reza Shah Pahlavi. Enfin, il est important de noter qu’à la conférence de la Croix-Rouge internationale de 1906, il a réussi à obtenir de nouveaux emblèmes, en l’occurrence le Lion-et-le Soleil-Rouge pour l’Iran (qui n'est plus utilisé par l'Iran depuis la révolution islamique de 1979) et la Croissant-Rouge pour le reste des pays musulmans.

## Photos

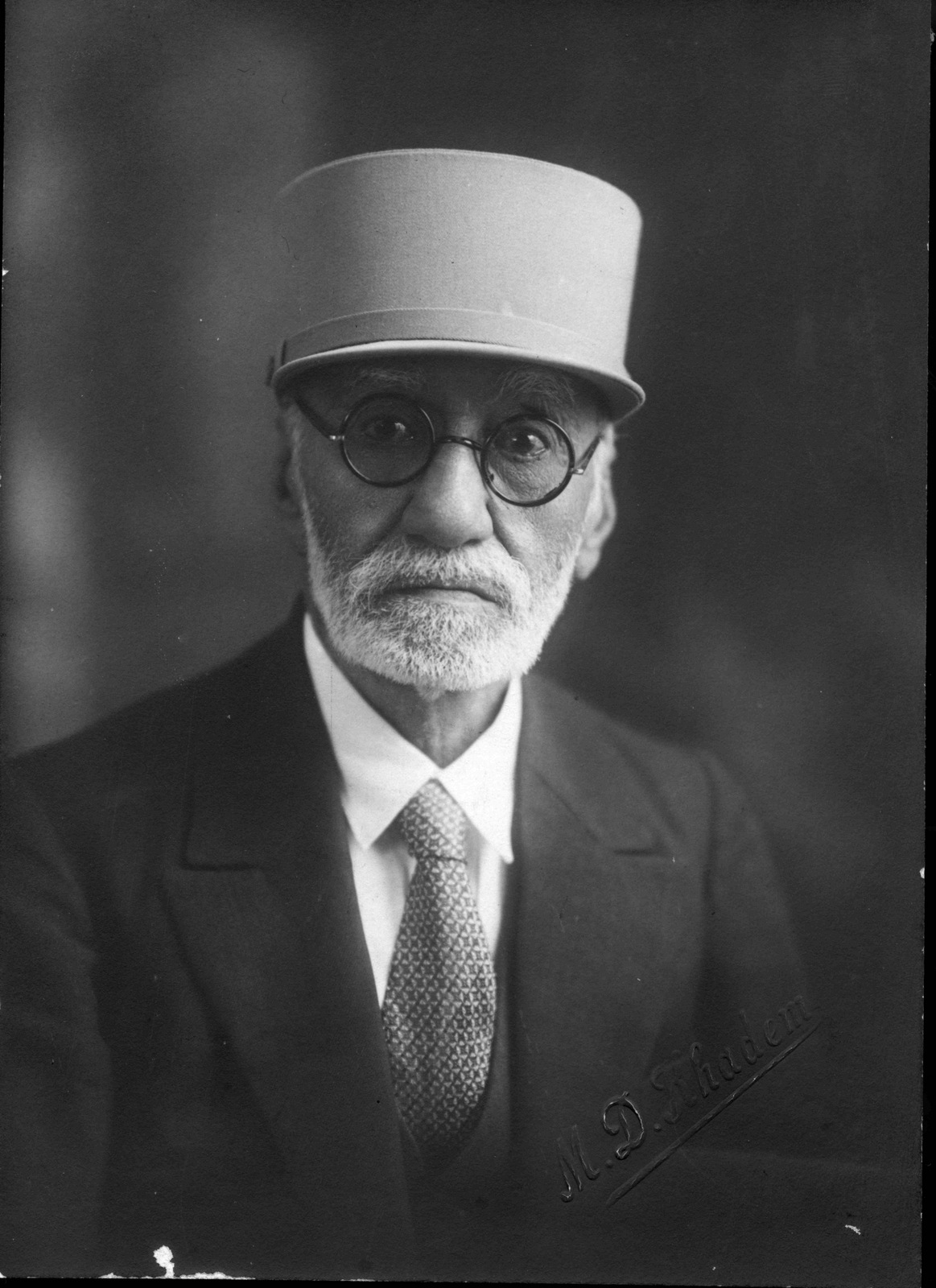
Mokrem os-Saltaneh (Son père)
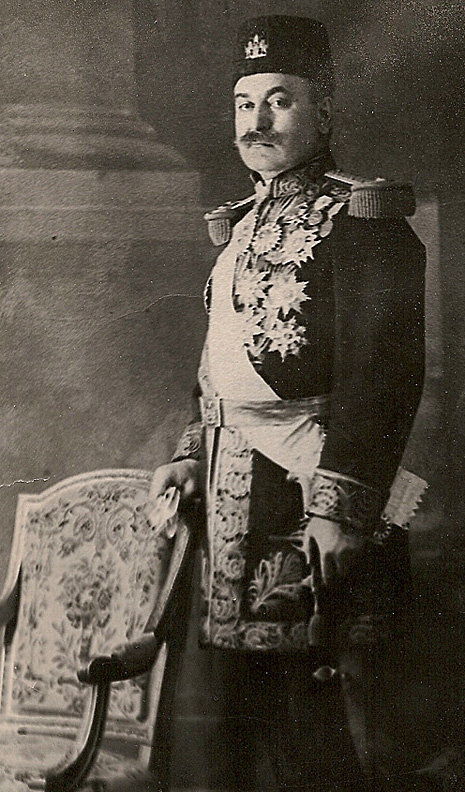
Momtaz os-Saltaneh en habit officiel
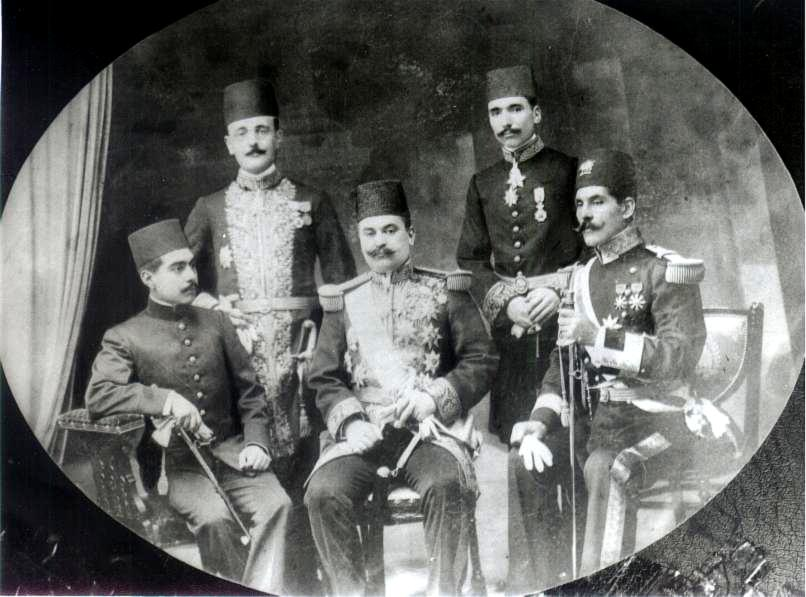
Persian Delegation At The Funeral Of King Edward VII 1910
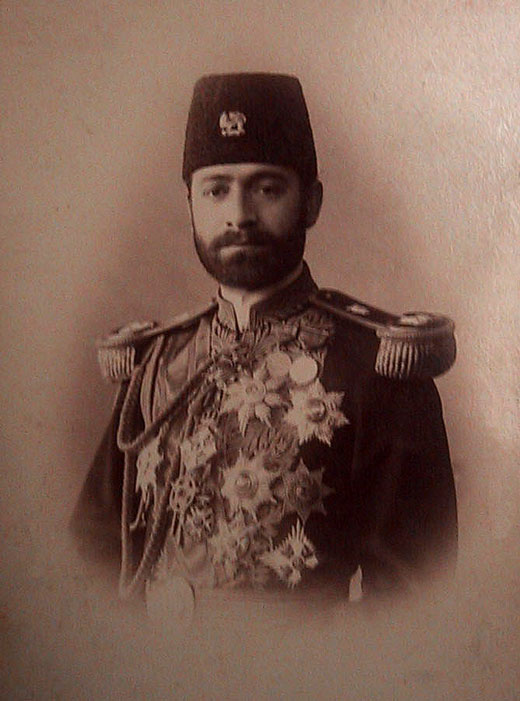
Esmail Momtaz od-Dowleh (son frère)
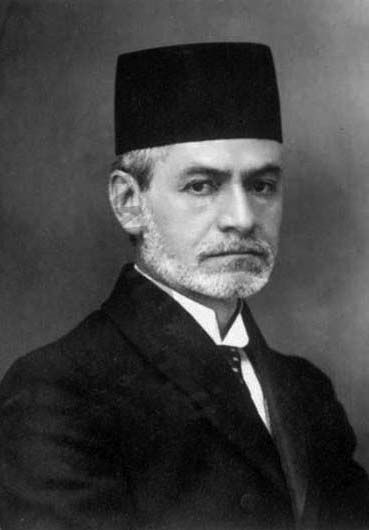
Esmail Momtaz od-Dowleh (son frère)
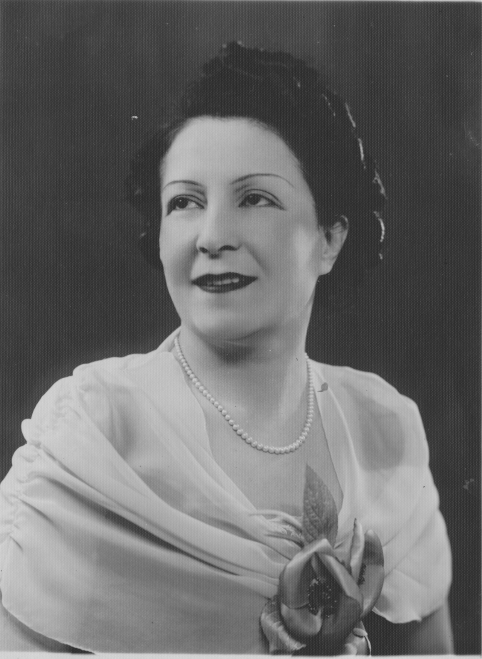
Momtaz ol-Molouk, épouse Naghdi (sa sœur)
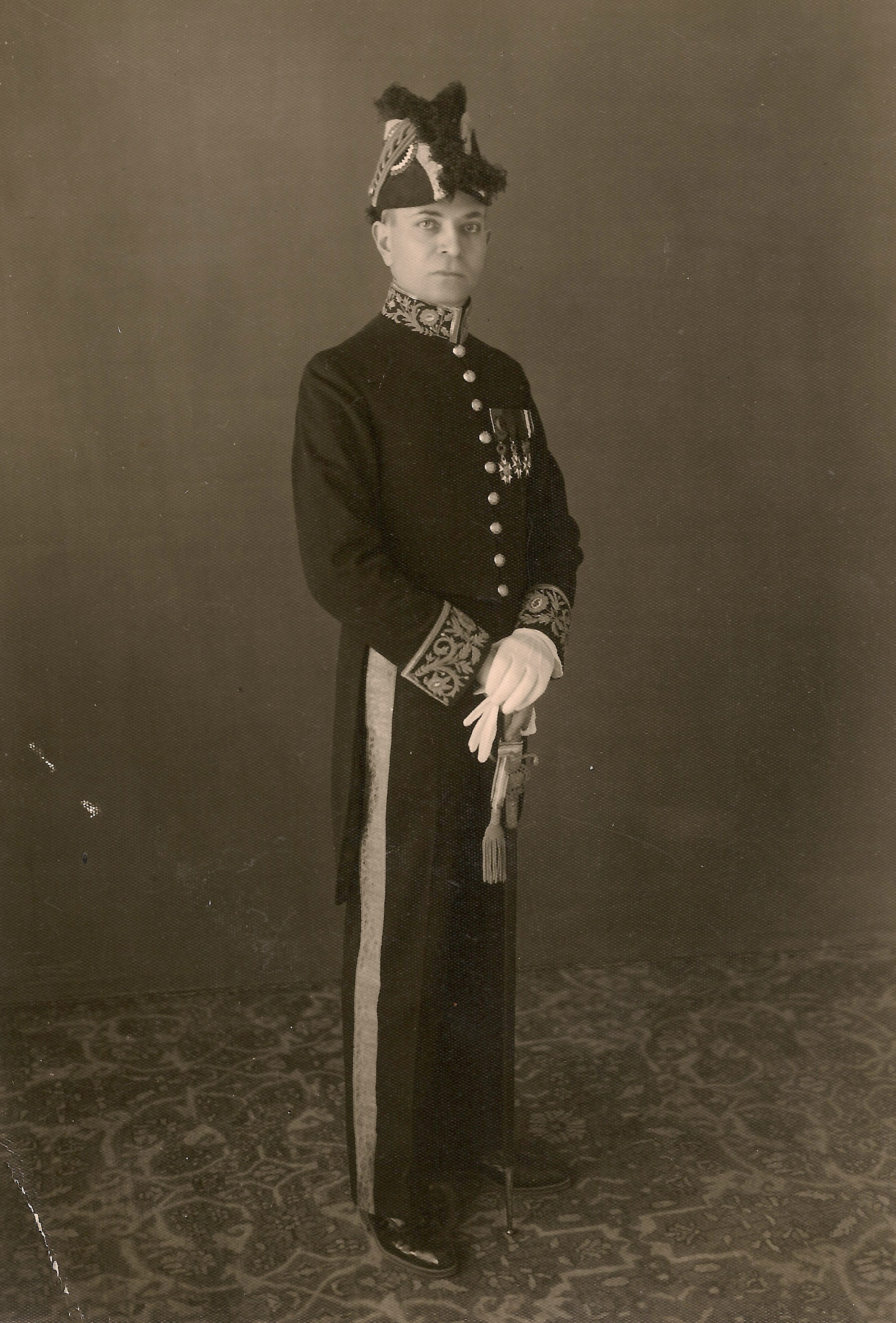
Abdollah Khan (son fils)
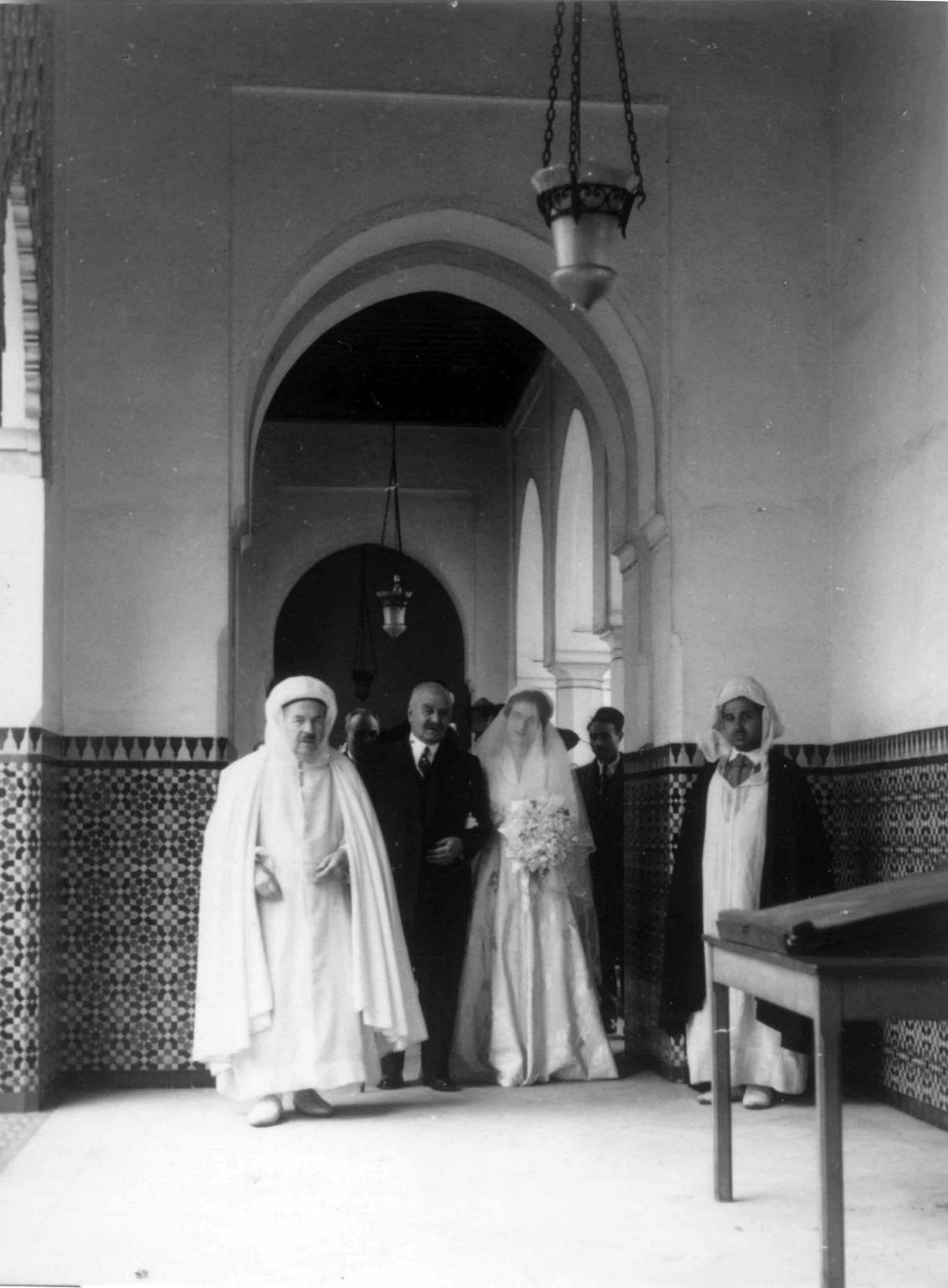
Photo prise devant la mosquée de Paris à l'occasion du mariage de sa fille
Le lion-et-soleil rouge iranien
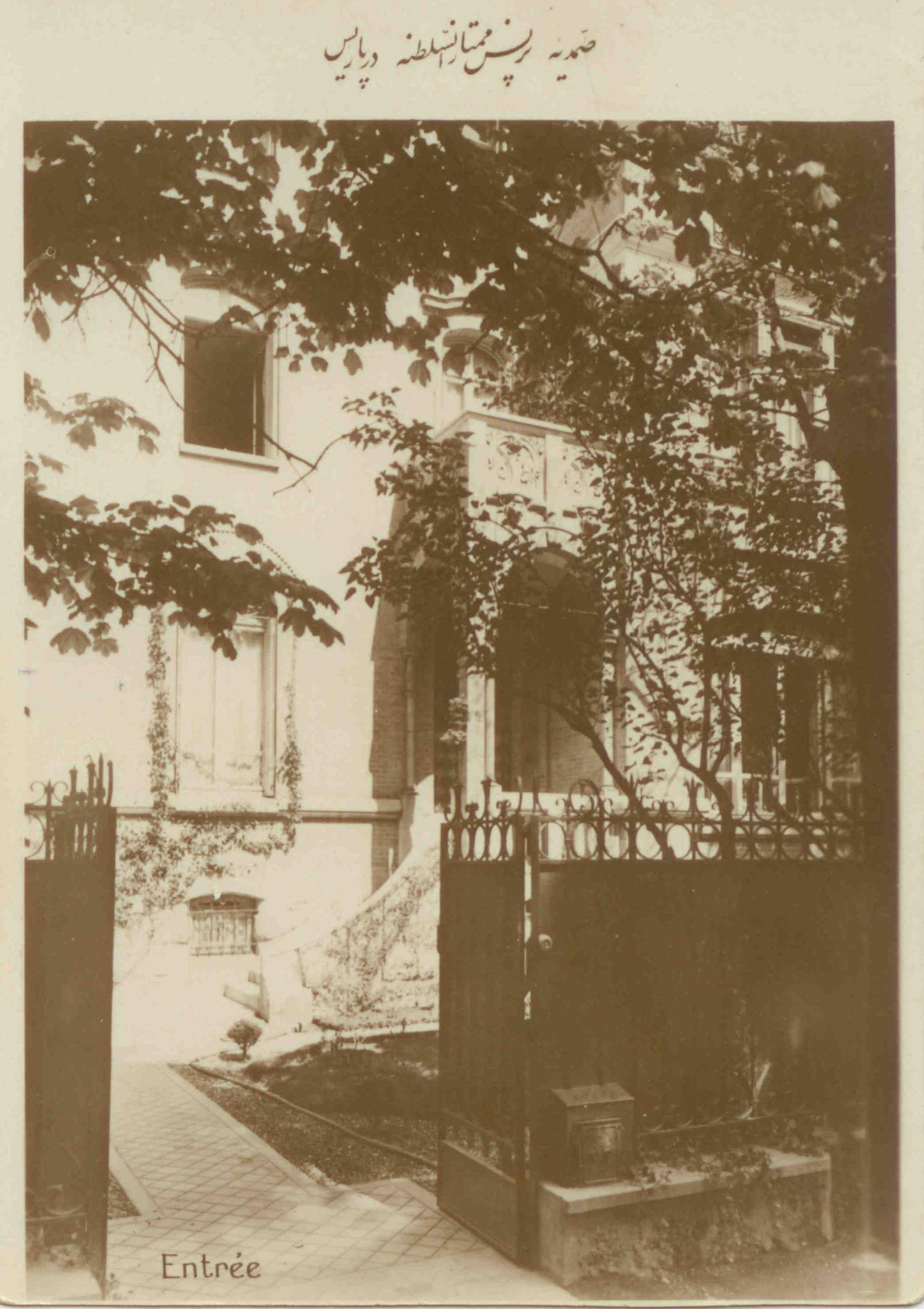
Entrée de sa maison parisienne
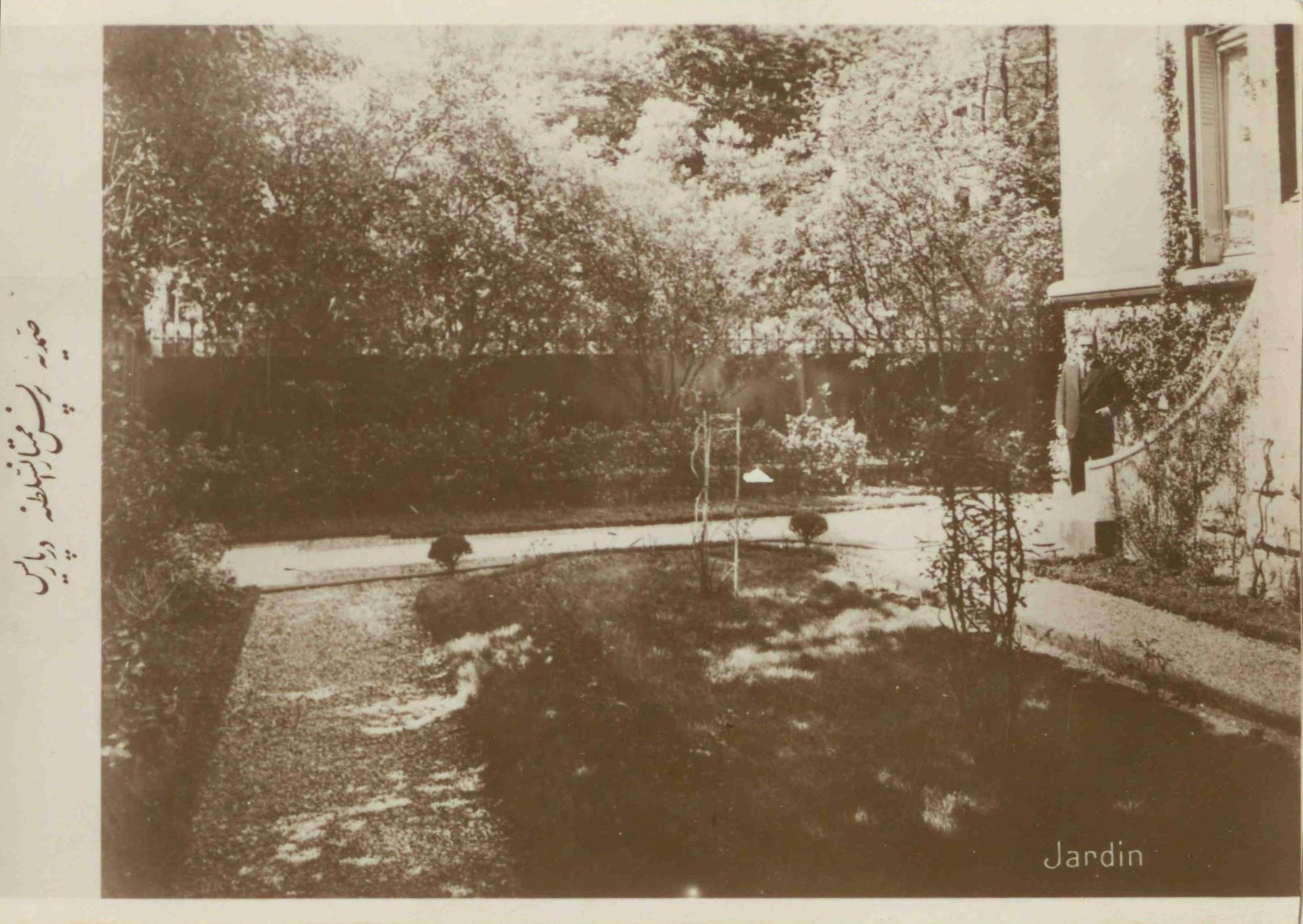
Le jardin de sa maison parisienne
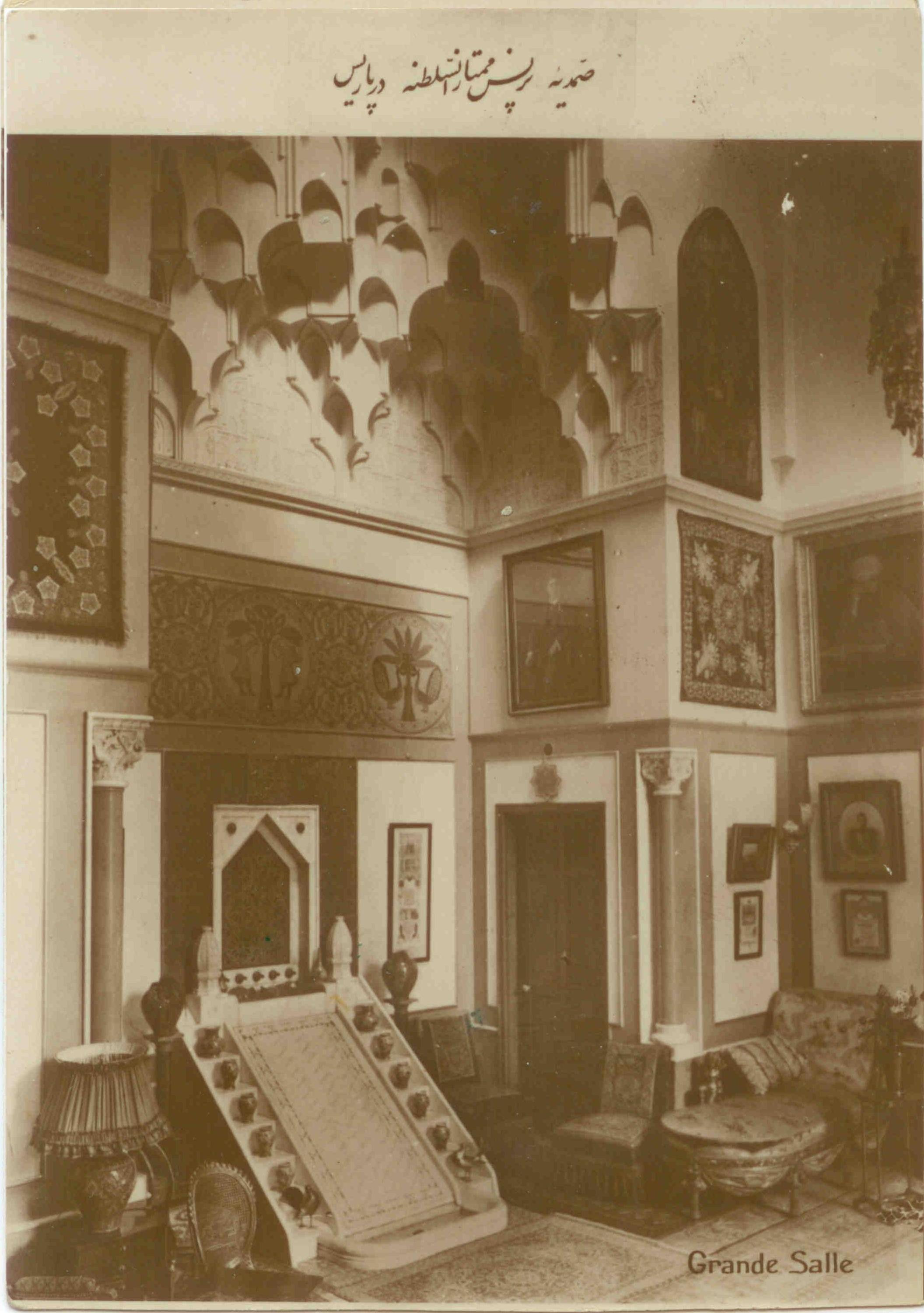
La Grande Salle
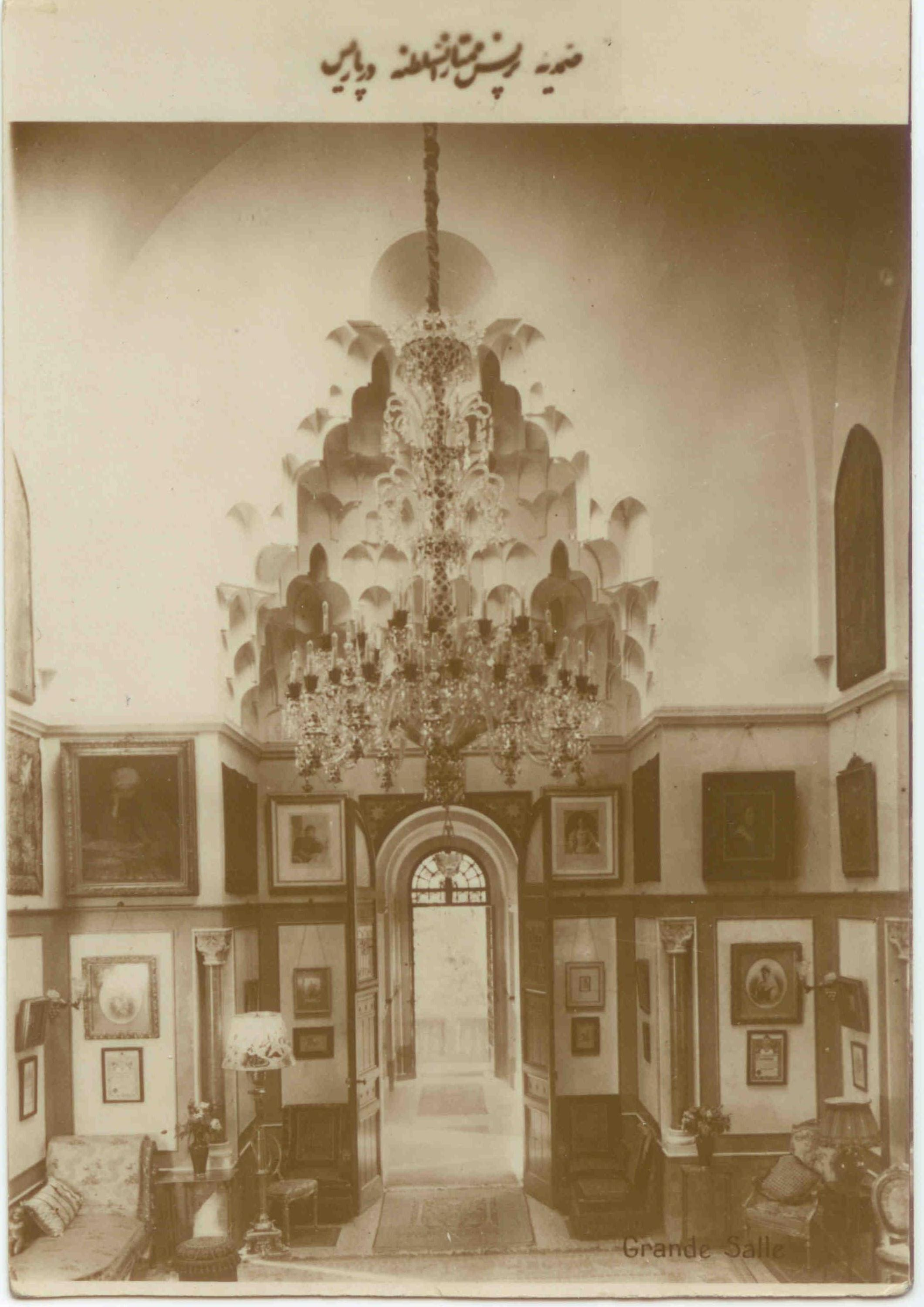
La Grande Salle
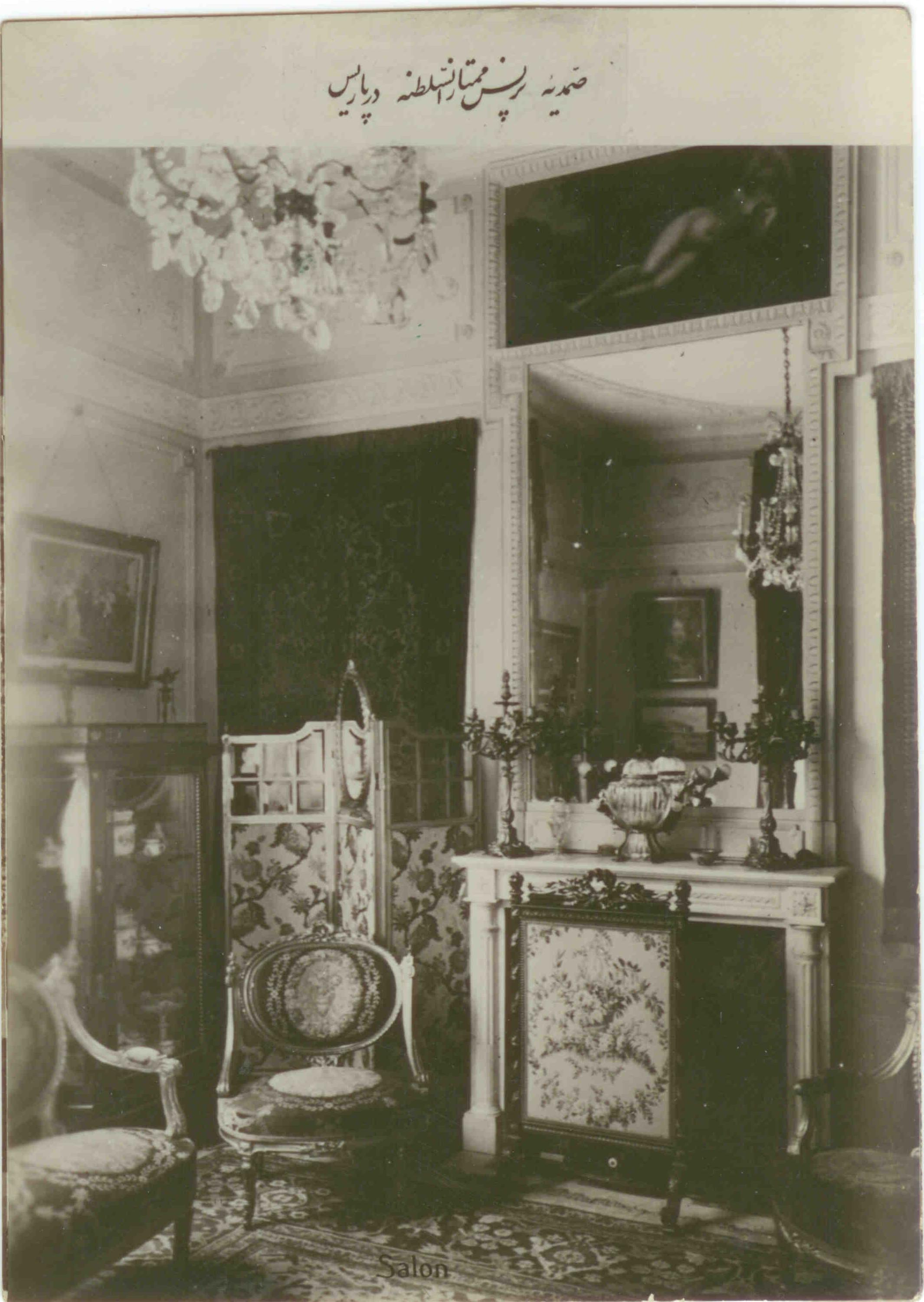
Le Salon
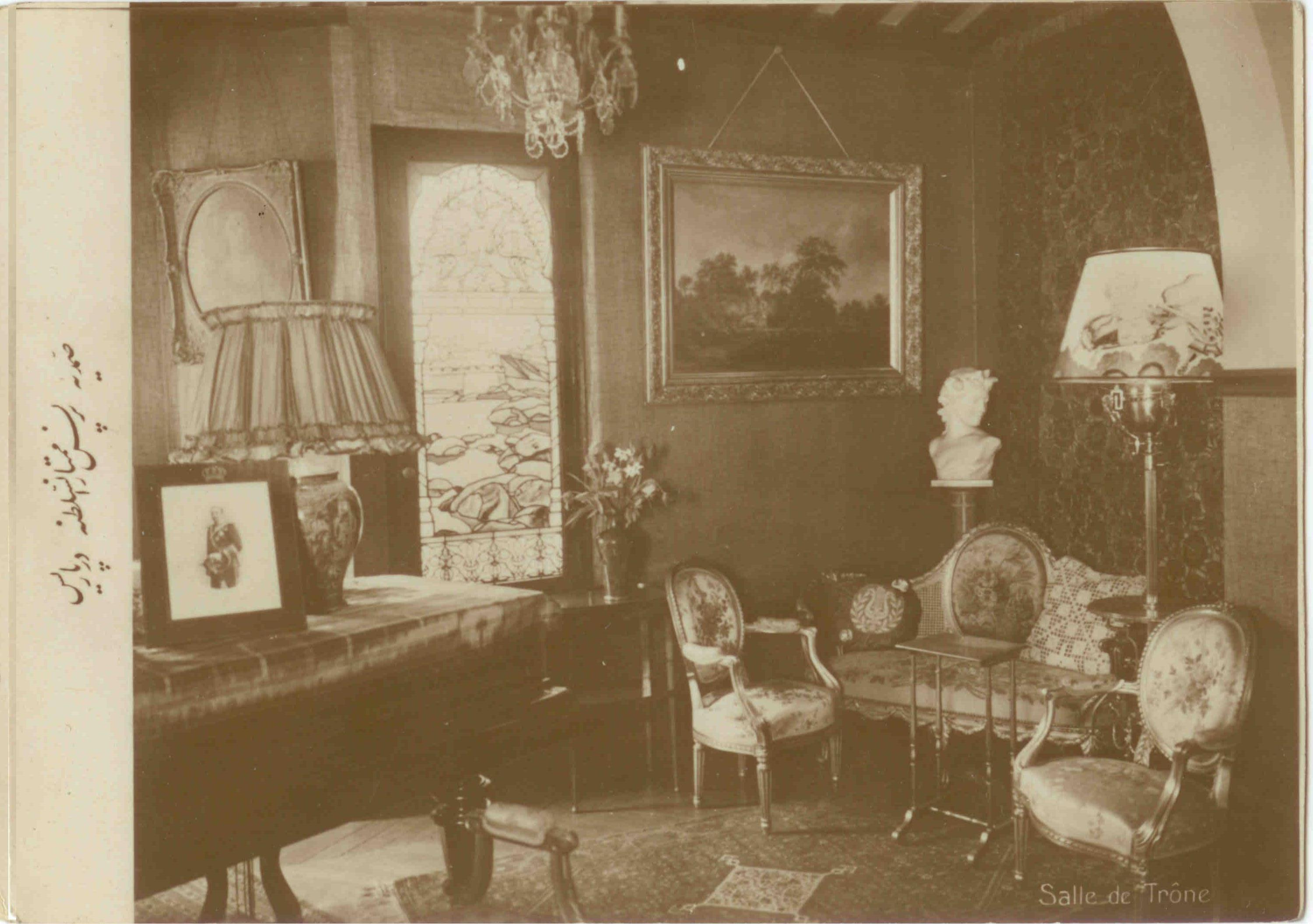
La Salle du Trône
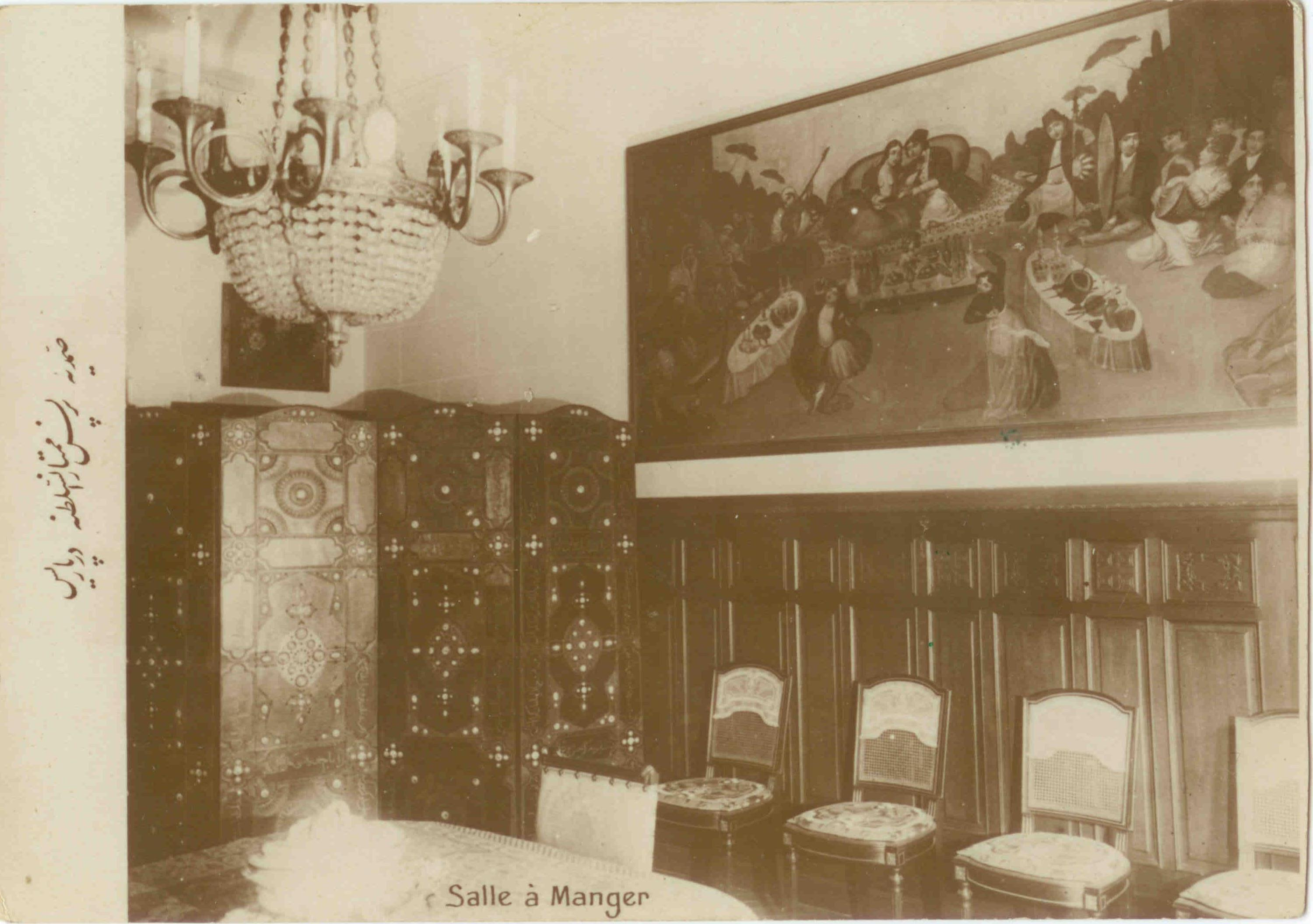
La Salle à Manger
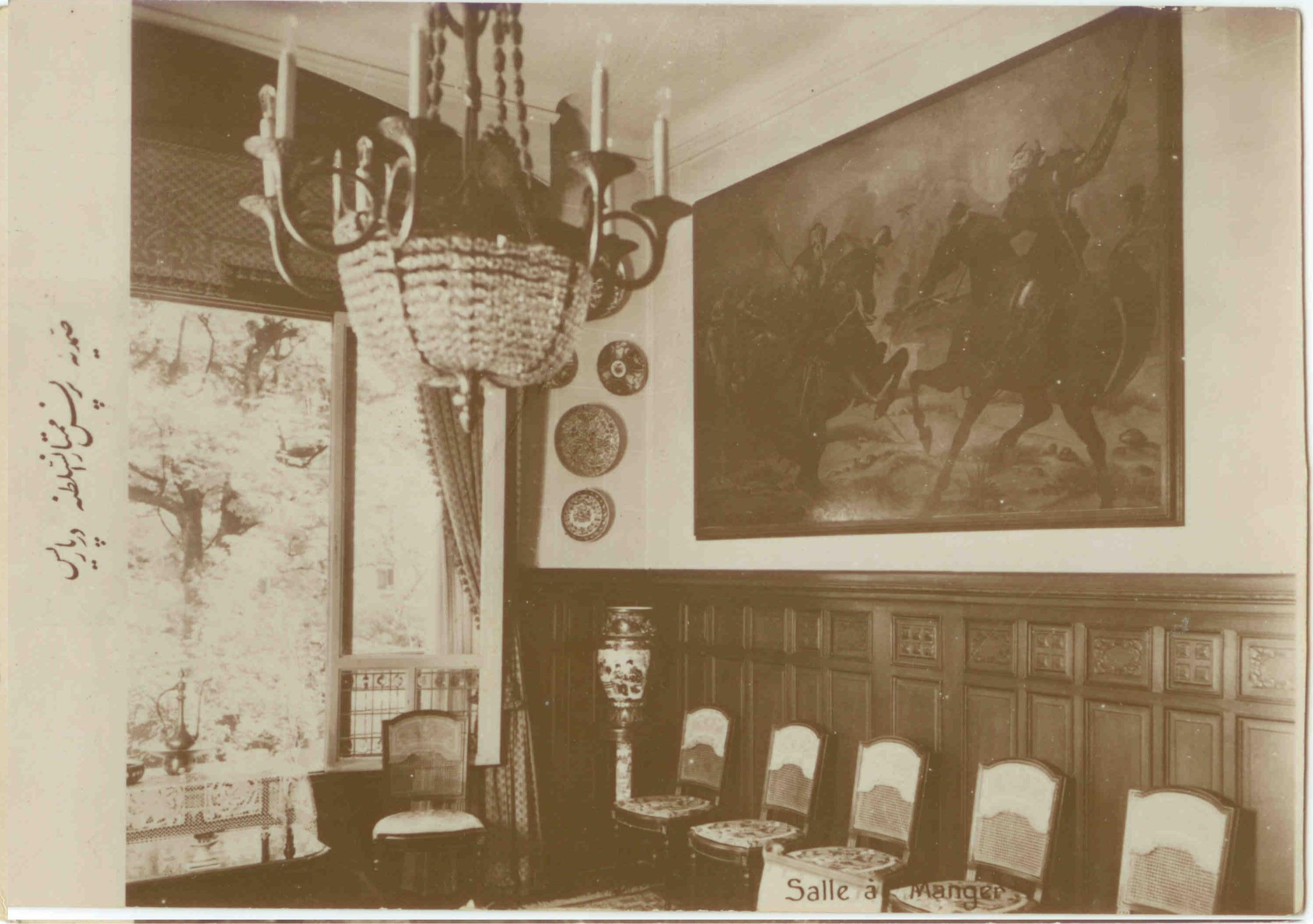
La Salle à Manger
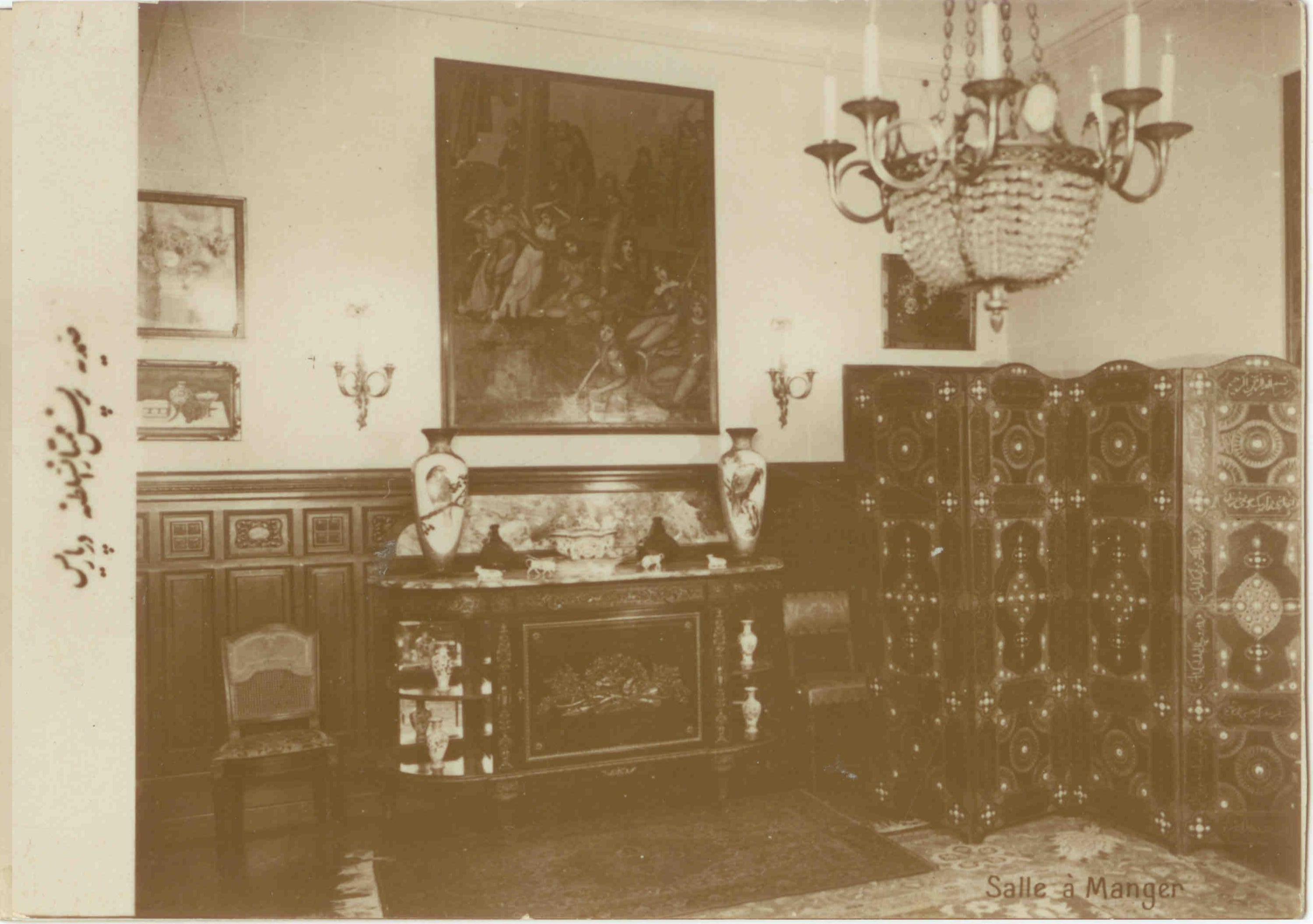
La Salle à Manger